# Kolem Turecka 2021
56. ročník cyklistického závodu Kolem Turecka se konal mezi 11. a 18. dubnem 2021. Vítězem se stal Španěl José Manuel Díaz z týmu Delko. Na druhém a třetím místě se umístili Jay Vine (Alpecin–Fenix) a Eduardo Sepúlveda (Androni Giocattoli–Sidermec). Závod se konal poprvé po 2 letech poté, co musel být v roce 2020 zrušen kvůli pandemii koronaviru.

## Týmy
Závodu se zúčastnily 3 UCI WorldTeamy, 14 UCI ProTeamů a 8 UCI Continental Teamů. Všechny týmy přijely se sedmi jezdci kromě týmů Deceuninck–Quick-Step, Gazprom–RusVelo a SKS Sauerland NRW, které přijely s šesti jezdci. Tým Vini Zabù–Brado–KTM se měl původně závodu zúčastnit, avšak tým na sebe uvalil zákaz startování po pozitivním dopingové testu jednoho z jezdců týmů. Ze 171 jezdců, kteří odstartovali, dojelo do cíle 139 jezdců.
Týmy, které se zúčastnily závodu, byly:

### UCI WorldTeamy
- Astana Premier Tech
- Deceuninck–Quick-Step
- Israel Start-Up Nation

### UCI ProTeamy
- Alpecin–Fenix
- Androni Giocattoli–Sidermec
- B&B Hotels p/b KTM
- Bardiani–CSF–Faizanè
- Bingoal Pauwels Sauces WB
- Burgos BH
- Caja Rural–Seguros RGA
- Delko
- Eolo–Kometa
- Euskaltel–Euskadi
- Gazprom–RusVelo
- Rally Cycling
- Team Novo Nordisk
- Uno-X Pro Cycling Team
- Vini Zabù–Brado–KTM

### UCI Continental Teamy
- Abloc
- Minsk Cycling Club
- Nippo–Provence–PTS Conti
- Salcano Sakarya BB Team
- Spor Toto Cycling Team
- Team Sapura Cycling
- Team SKS Sauerland NRW
- Wildlife Generation Pro Cycling

## Trasa a etapy
Trasa závodu Kolem Turecka 2021 zahrnovala 8 etap, o 2 více než v roce 2019, s celkovou délkou 1338,9 kilometrů. První etapa musela být přeplánována kvůli hustém sněžení na původní trase.
| Etapa         | Datum         | Trasa                 | Vzdálenost                              | Typ                                     | Typ                                     | Vítěz                                   |                                         |
| ------------- | ------------- | --------------------- | --------------------------------------- | --------------------------------------- | --------------------------------------- | --------------------------------------- | --------------------------------------- |
| 1             | 11. dubna     | Konya - Konya         | 72,4 km (45,0 mi)                       |                                         | Rovinatá etapa                          | Arvid de Kleijn (NED)                   |                                         |
| 2             | 12. dubna     | Konya - Konya         | 144,9 km (90,0 mi)                      |                                         | Rovinatá etapa                          | Mark Cavendish (GBR)                    |                                         |
| 3             | 13. dubna     | Beyşehir - Alanya     | 212,6 km (132,1 mi)                     |                                         | Rovinatá etapa                          | Mark Cavendish (GBR)                    |                                         |
| 4             | 14. dubna     | Alanya - Kemer        | 184,4 km (114,6 mi)                     |                                         | Rovinatá etapa                          | Mark Cavendish (GBR)                    |                                         |
| 5             | 15. dubna     | Kemer - Elmalı        | 160,3 km (99,6 mi)                      |                                         | Horská etapa                            | José Manuel Díaz (ESP)                  |                                         |
| 6             | 16. dubna     | Fethiye - Marmaris    | 129,1 km (80,2 mi)                      |                                         | Kopcovitá etapa                         | Jasper Philipsen (BEL)                  |                                         |
| 7             | 17. dubna     | Marmaris - Turgutreis | 180 km (110 mi)                         |                                         | Rovinatá etapa                          | Jasper Philipsen (BEL)                  |                                         |
| 8             | 18. dubna     | Bodrum - Kuşadası     | 160,3 km (99,6 mi)                      |                                         | Kopcovitá etapa                         | Mark Cavendish (GBR)                    |                                         |
| Celková délka | Celková délka | Celková délka         | 1 338,9 km (832,0 mi) 1 244 km (773 mi) | 1 338,9 km (832,0 mi) 1 244 km (773 mi) | 1 338,9 km (832,0 mi) 1 244 km (773 mi) | 1 338,9 km (832,0 mi) 1 244 km (773 mi) | 1 338,9 km (832,0 mi) 1 244 km (773 mi) |

## Průběžné pořadí
| Etapa          | Vítěz            | Celkové pořadí   | Bodovací soutěž  | Vrchařská soutěž | Sprinterská soutěž tureckých krás | Soutěž týmů               |
| -------------- | ---------------- | ---------------- | ---------------- | ---------------- | --------------------------------- | ------------------------- |
| 1              | Arvid de Kleijn  | Arvid de Kleijn  | Arvid de Kleijn  | Ivar Slik        | Sean De Bie                       | Delko                     |
| 2              | Mark Cavendish   | Mark Cavendish   | Mark Cavendish   | Vitalij Buts     | Artěm Zakarov                     | Alpecin–Fenix             |
| 3              | Mark Cavendish   | Mark Cavendish   | Mark Cavendish   | Vitalij Buts     | Artěm Zakarov                     | Bingoal Pauwels Sauces WB |
| 4              | Mark Cavendish   | Mark Cavendish   | Mark Cavendish   | Vitalij Buts     | Ivar Slik                         | Abloc                     |
| 5              | José Manuel Díaz | José Manuel Díaz | Mark Cavendish   | Vitalij Buts     | Ivar Slik                         | Delko                     |
| 6              | Jasper Philipsen | José Manuel Díaz | Mark Cavendish   | Vitalij Buts     | Ivar Slik                         | Delko                     |
| 7              | Jasper Philipsen | José Manuel Díaz | Jasper Philipsen | Vitalij Buts     | Ivar Slik                         | Delko                     |
| 8              | Mark Cavendish   | José Manuel Díaz | Jasper Philipsen | Vitalij Buts     | Ivar Slik                         | Delko                     |
| Konečné pořadí | Konečné pořadí   | José Manuel Díaz | Jasper Philipsen | Vitalij Buts     | Ivar Slik                         | Delko                     |

## Konečné pořadí
| Legenda | Legenda                           | Legenda | Legenda                            |
| ------- | --------------------------------- | ------- | ---------------------------------- |
|         | Označuje vítěze celkového pořadí. |         | Označuje vítěze vrchařské soutěže. |
|         | Označuje vítěze bodovací soutěže. |         | Označuje vítěze soutěže sprintů.   |

### Celkové pořadí
| Pořadí | Jezdec                   | Tým                         | Čas         |
| ------ | ------------------------ | --------------------------- | ----------- |
| 1      | José Manuel Díaz (ESP)   | Delko                       | 29h 19’ 40” |
| 2      | Jay Vine (AUS)           | Alpecin–Fenix               | + 1”        |
| 3      | Eduardo Sepúlveda (ARG)  | Androni Giocattoli–Sidermec | + 6”        |
| 4      | Jhojan García (COL)      | Caja Rural–Seguros RGA      | + 25”       |
| 5      | Merhawi Kudus (ERI)      | Astana Premier Tech         | + 28”       |
| 6      | Anthon Charmig (DEN)     | Uno-X Pro Cycling Team      | + 30”       |
| 7      | Delio Fernández (ESP)    | Delko                       | + 33”       |
| 8      | Arťom Nych (RUS)         | Gazprom–RusVelo             | + 52”       |
| 9      | Anders Johannessen (NOR) | Uno-X Pro Cycling Team      | + 55”       |
| 10     | Garikoitz Bravo (ESP)    | Euskaltel–Euskadi           | + 1’ 01”    |

### Bodovací soutěž
| Pořadí | Jezdec                      | Tým                       | Body |
| ------ | --------------------------- | ------------------------- | ---- |
| 1      | Jasper Philipsen (BEL)      | Alpecin–Fenix             | 101  |
| 2      | Mark Cavendish (GBR)        | Deceuninck–Quick-Step     | 97   |
| 3      | André Greipel (GER)         | Israel Start-Up Nation    | 74   |
| 4      | Stanisław Aniołkowski (POL) | Bingoal Pauwels Sauces WB | 69   |
| 5      | Kristoffer Halvorsen (NOR)  | Uno-X Pro Cycling Team    | 59   |
| 6      | Giovanni Lonardi (ITA)      | Bardiani–CSF–Faizanè      | 51   |
| 7      | Vincenzo Albanese (ITA)     | Eolo–Kometa               | 29   |
| 8      | Munek Peñalver (ESP)        | Burgos BH                 | 27   |
| 9      | David Gonzáles (ESP)        | Caja Rural–Seguros RGA    | 25   |
| 10     | Jay Vine (AUS)              | Alpecin–Fenix             | 23   |

### Vrchařská soutěž
| Pořadí | Jezdec                    | Tým                         | Body |
| ------ | ------------------------- | --------------------------- | ---- |
| 1      | Vitalij Buts (UKR)        | Salcano Sakarya BB Team     | 25   |
| 2      | Danilo Celano (ITA)       | Team Sapura Cycling         | 22   |
| 3      | Mirco Maestri (ITA)       | Bardiani–CSF–Faizanè        | 11   |
| 4      | Jay Vine (AUS)            | Alpecin–Fenix               | 11   |
| 5      | José Manuel Díaz (ESP)    | Delko                       | 10   |
| 6      | Nicola Venchiarutti (ITA) | Androni Giocattoli–Sidermec | 8    |
| 7      | Francesco Gavazzi (ITA)   | Eolo–Kometa                 | 8    |
| 8      | Jhojan García (COL)       | Caja Rural–Seguros RGA      | 7    |
| 9      | Alessandro Tonelli (ITA)  | Bardiani–CSF–Faizanè        | 7    |
| 10     | Merhawi Kudus (ERI)       | Astana Premier Tech         | 6    |

### Sprinterská soutěž tureckých krás
| Pořadí | Jezdec                    | Tým                         | Čas |
| ------ | ------------------------- | --------------------------- | --- |
| 1      | Ivar Slik (NED)           | Abloc                       | 13  |
| 2      | Sean De Bie (BEL)         | Bingoal Pauwels Sauces WB   | 10  |
| 3      | Julen Irizar (ESP)        | Euskaltel–Euskadi           | 5   |
| 4      | Nicola Venchiarutti (ITA) | Androni Giocattoli–Sidermec | 5   |
| 5      | Arťom Zakarov (KAZ)       | Astana Premier Tech         | 5   |
| 6      | Nils Sinschek (NED)       | Abloc                       | 5   |
| 7      | Delio Fernández (ESP)     | Delko                       | 3   |
| 8      | Joel Suter (SUI)          | Bingoal Pauwels Sauces WB   | 3   |
| 9      | Samuele Zoccarato (ITA)   | Bardiani–CSF–Faizanè        | 3   |
| 10     | Francesco Gavazzi (ITA)   | Eolo–Kometa                 | 3   |

### Soutěž týmů
| Pořadí | Tým                         | Čas         |
| ------ | --------------------------- | ----------- |
| 1      | Delko                       | 88h 01’ 14” |
| 2      | Astana Premier Tech         | + 1’ 04”    |
| 3      | Gazprom–RusVelo             | + 3’ 57”    |
| 4      | Euskaltel–Euskadi           | + 5’ 25”    |
| 5      | Bardiani–CSF–Faizanè        | + 6’ 02”    |
| 6      | Eolo–Kometa                 | + 8’ 47”    |
| 7      | Israel Start-Up Nation      | + 9’ 34”    |
| 8      | Burgos BH                   | + 10’ 17”   |
| 9      | Uno-X Pro Cycling Team      | + 11’ 20”   |
| 10     | Androni Giocattoli–Sidermec | + 11’ 51”   |